# Bläckfiskar
Bläckfiskar (Cephalopoda, "huvudfoting"), tidigare även sjöpolyper (jämför tyska: Seepolypen, Meerpolypen), är en klass inom blötdjuren. Bläckfiskar lever ett uteslutande marint liv och kännetecknas av en bilateral kroppssymmetri, ett stort huvud och en uppsättning muskulösa, sugkoppsförsedda bläckfiskarmar eller tentakler. Trivialnamnet "bläckfisk" refererar till djurets förmåga att spruta bläck. Studiet av bläckfiskar är en gren inom malakologi.
De tidigaste bläckfiskarna man känner till är 500 miljoner år gamla fossil, det vill säga från senare delen av kambrium. Bläckfiskar dominerade världshaven under perioden ordovicium, i form av primitiva fyrgälade bläckfiskar. Klassen omfattar idag de två, endast avlägset besläktade underklasserna tvågälade bläckfiskar, som i princip omfattar alla bläckfiskar med mjuk kropp; och systergruppen fyrgälade bläckfiskar som vanligen har ett yttre skal som skydd. Det finns omkring 900 identifierade idag levande arter och en mängd kända utdöda. Två viktiga utdöda taxa är ammoniter (Ammonoidea) och (Belemnoidea).

## Utbredning
Det finns över 800 idag levande kända arter av bläckfisk, men forskare fortsätter att beskriva nya arter. Det finns utöver detta uppskattningsvis 11000 utdöda taxa, trots att de mjuka kroppar som bläckfiskar har inte så lätt fossileras.
Bläckfiskar förekommer i alla världens hav. Ingen art klarar av att leva i sötvatten, men Lolliguncula brevis, som förekommer i Chesapeake Bay, klarar av att delvis leva i brackvatten. Bläckfiskar förekommer på de flesta djup i havet, från havsytan till havsbotten, och även i djuphavsgravar. Den ekologiska mångfalden inom gruppen är störst kring ekvatorn och minskar mot polerna.

## Utseende och anatomi
Munnen hos bläckfiskar är i regel omgiven av 8 eller 10 armar, som är försedda med kraftiga sugskålar. Pärlbåtarna har dock upp till 90 tentakler och saknar sugskålar. Munnen har två hornartade käkar och kitintaggar, varför den ibland kallas näbb. Ögonen är högt utvecklade synorgan som påminner om ryggradsdjurens. En sida av bålen är omsluten av en mantel. En stor tvärspringa omedelbart bakom huvudet bildar en mantelhåla med två eller fyra gälar. Manteln är tjock och muskulös samt kan starkt sammandra sig. Vattnet i mantelhålan pressas ut genom ett kort och muskulöst rör. När vattnet utdrivs med kraft genom röret, förflyttas djuret bakåt. 
Bläckfiskar har tre hjärtan. Två gäl-hjärtan pumpar blod genom gälarna, medan det tredje pumpar blod genom kroppen. Bläckfiskblod innehåller det kopparrika proteinet hemocyanin för att transportera syre. Fastän det är mindre effektivt under normala förhållanden än det järnrika hemoglobinet hos ryggradsdjur, transporteras syre i hemocyanin effektivare under kalla förhållanden med lågt syretryck. Hemocyanin är upplöst i plasma istället för att transporteras i de röda blodkropparna och ger blodet en blåaktig färg.
Bläckfiskar har mycket väl utvecklad syn och ofta mycket stora ögon. De har även en rad andra sinnen, exempelvis "statocyst" som kan känna av gravitation och flera kemiska känselorgan. Bläckfisken använder i hög grad sina armar för att undersöka sin omgivning.

### Bruk av ljuseffekter

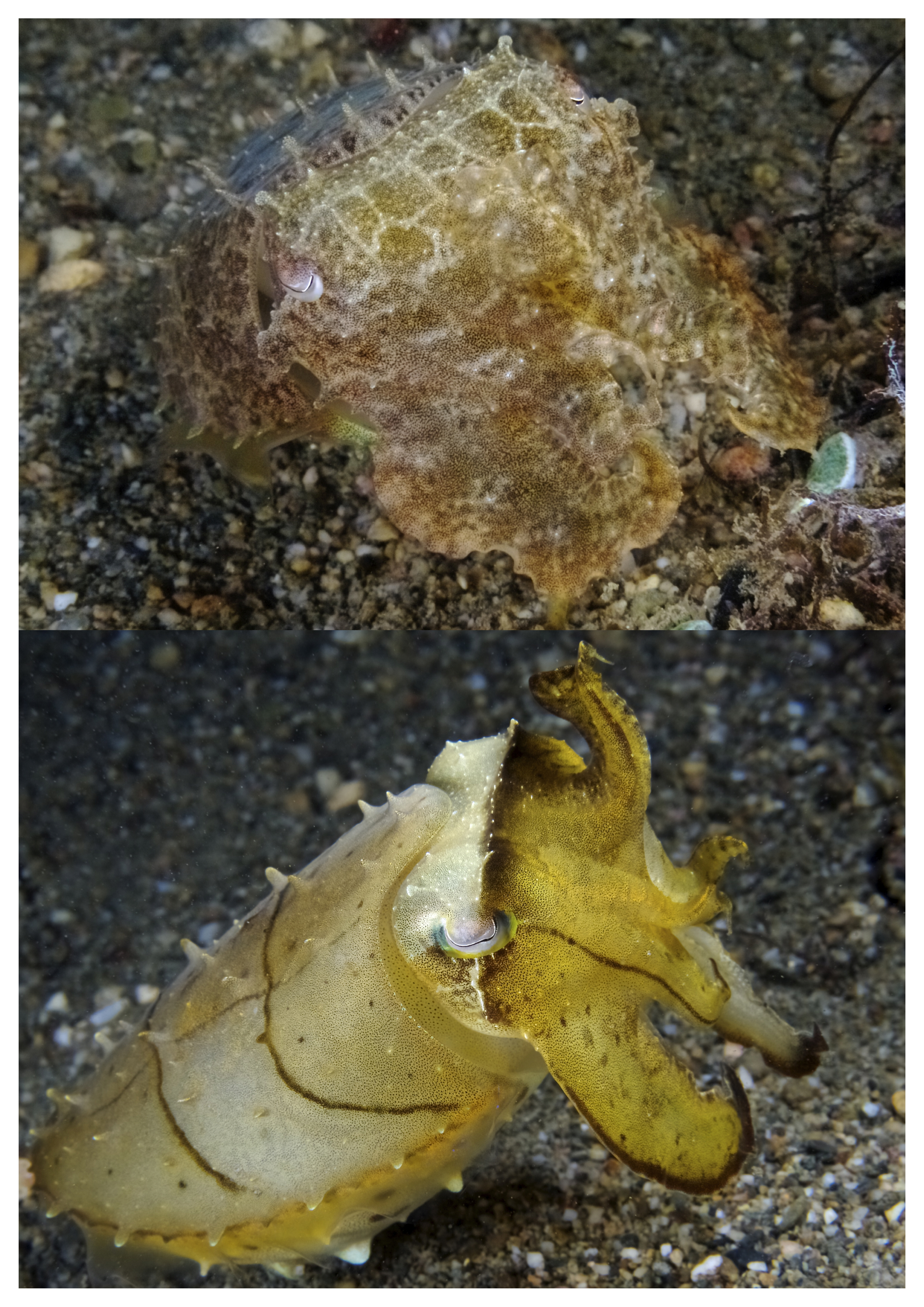
Bläckfiskarten Sepia latimanus byter visuell skepnad på mindre än en sekund.

De flesta bläckfiskar har en rad olika hudkomponenter som interagerar med ljus på olika sätt. De kan omfatta iridoforer, leukoforer, kromatoforer och, hos vissa arter fotoforer. Kromatoforer är färgpigmentsceller som sväller och drar ihop sig vilket skapar färger och mönster som bläckfisken använder för att förvirra, överraska eller skapa kamouflage. Vissa arter använder kemiska ljusskapande effekter, så kallad bioluminiscens för att exempelvis lysa på sin egen skugga och på så sätt dölja sin närvaro. Bioluminiscens används även för att locka till sig byten, vid parning, för att skrämma predatorer eller för kommunikation mellan artfränder.

## Ekologi
Hos flera arter finns i mantelhålan den så kallade bläcksäcken, en körtel som avsöndrar en mörk vätska. Då bläckfisken anar oråd sprutar den ut bläck som döljer den och kan därigenom lättare undgå sina fiender. Den mörka vätskan har använts som färgämne vilket gett upphov till kulören sepia. Ordet sepia betyder bläckfisk.
Alla bläckfiskar är skildkönade, och sädescellerna överförs till honorna i kapslar. Bläckfiskar förekommer uteslutande i havet och de flesta arter föredrar varmt vatten. Deras föda består huvudsakligen av kräftdjur och fiskar. Bläckfiskar äts av ett antal andra djurarter, inklusive tandvalar, fiskar, bläckfiskar och människan.

## Systematik

### Evolution
Bläckfiskarna utvecklades under yngre kambrium för cirka 500 miljoner år sedan. De skalförsedda bläckfiskarna i underklasserna Nautiloidea och Ammonoidea utvecklades först. Bläckfiskar utan yttre skal i underklassen Coleoidea utvecklades under äldre devon för cirka 400 miljoner år sedan.

### Taxonomi

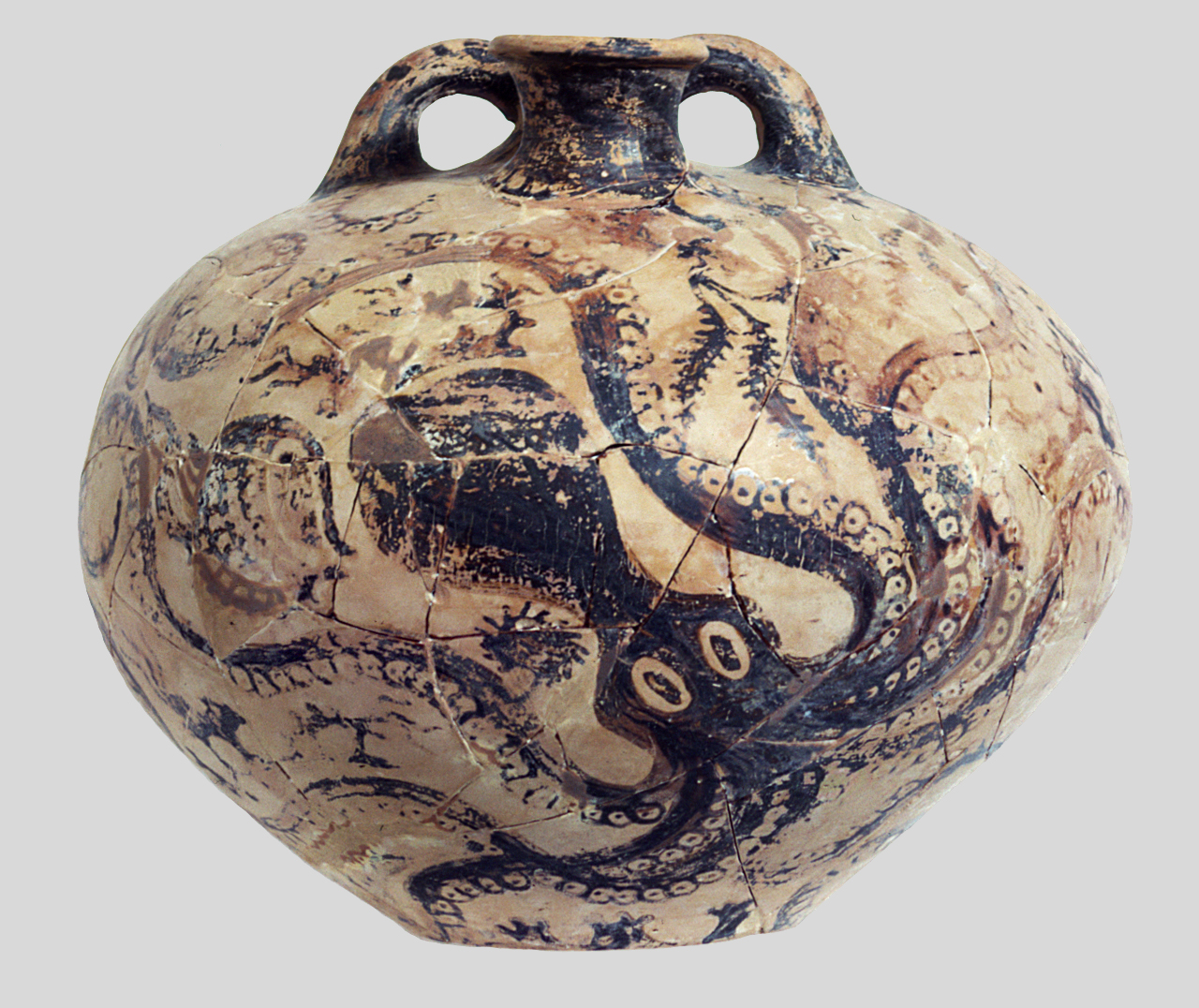
Minoisk kruka (1600 f.Kr) med en avbildad bläckfisk.

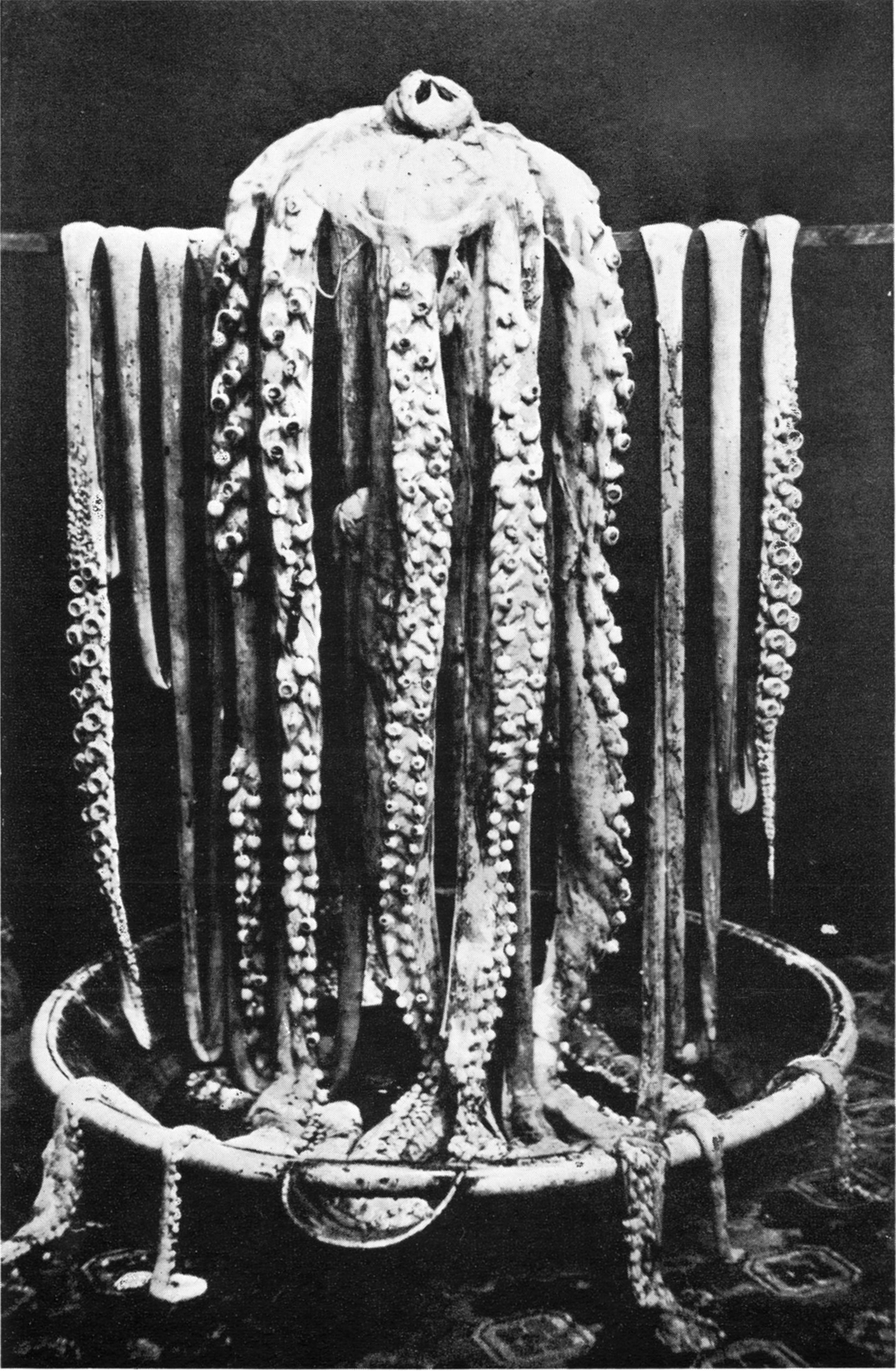
Ett av de första fotografierna av en jättebläckfisk. Fångad 1873 utanför Newfoundlands kust av bland andra Moses Harvey.

De bläckfiskar som lever idag delas in i två underklasser, fyrgälade bläckfiskar (Nautiloidea) och tvågälade bläckfiskar (Coleoidea).
Nedan följer indelningen i ordningar och ett urval familjer. Även några utdöda ordningar finns med (markerade med symbolen †).
- Underklass Fyrgälade bläckfiskar (Nautiloidea)
  - Ordning Pärlbåtar (Nautilida)
  - Ordning † Orthocerida (det svenska namnet ortoceratiter används för denna och andra ordningar med rakt skal)
  - Ordning † Endocerida
  - Ordning † Tarphycerida
  - Ordning † Discosorida
  - Ordning † Actinocerida
  - Ordning † Bactritida
- Underklass Tvågälade bläckfiskar (Coleoidea)
  - Ordning † Belemniter (Belemnitida)
  - Överordning Tioarmade bläckfiskar (Decapodiformes)
    - Ordning Sepialiknande bläckfiskar (Sepiida)
    - Ordning Sepiolida
      - Familj Idiosepiidae
      - Familj Sepiolidae

    - Ordning Spirulida (endast en nutida art, Spirula spirula)
    - Ordning Teuthida
      - Familj Kalmarer (Loliginidae)

    - Ordning Oegopsida (räknas ibland som underordning till Teuthida)
      - Familj Jättebläckfiskar (Architeuthidae)
      - Familj Ommastrephidae
      - Familj Onychoteuthidae
      - Familj Cranchiidae (bland annat arten kolossbläckfisk)

  - Överordning Octopodiformes
    - Ordning Åttaarmade bläckfiskar / Krakar (Octopoda)
      - Underordning Cirrata
        - Familj Opisthoteuthidae
        - Familj Cirroteuthidae
        - Familj Stauroteuthidae

      - Underordning Incirrata
        - Familj Äkta krakar (Octopodidae)

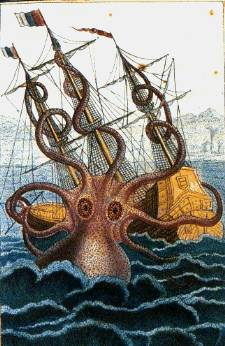
En av alla skräckbilder av jättebläckfiskar som attackerar båtar.

        - Familj Alloposidae

    - Ordning Vampyromorpha

## Bläckfisken och människan

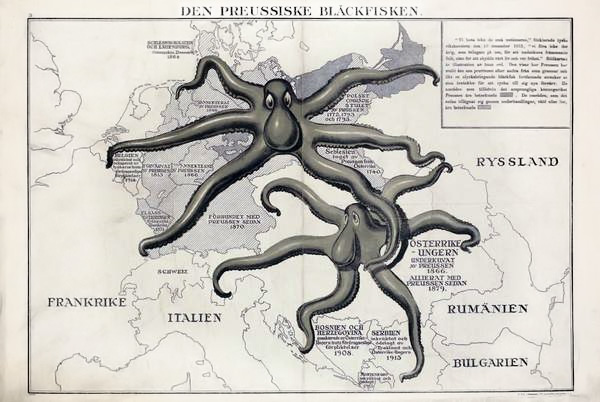
Den preussiske bläckfisken. Svensk propagandateckning från 1916.

### I kulturen
Även om stora bläckfiskar har avbildats ända från antiken, ofta omskrivna som blodtörstiga monster så var det länge oklart om de var myter eller riktiga djur. Mytiska varelser som ibland beskrivs som bläckfiskliknande är bland annat kraken och sjömunken. Det finns en mängd berättelser om hur jättebläckfiskar attackerar fiskare eller hela båtar och tar med dem ned i havsdjupet. Exempelvis förekommer det en skräckinjagande bläckfisk i Jules Vernes äventyrsroman En världsomsegling under havet från 1870. Rollen som havsmonster har bläckfisken även fått axla i en rad filmer som i den första filmatiseringen av En världsomsegling, nämligen Vingt mille lieues sous les mers, en fransk stumfilm från 1907. Filmer baserade på samma manus har producerats vid en rad tillfällen. Andra bläckfiskmonster möter vi exempelvis i It Came from Beneath the Sea från 1955, i den amerikanska science fiction-filmen Voyage to the Bottom of the Sea från 1961, och i Deep Rising från 1998. Ett annat bläckfiskliknande monster är Cthulhu, en fiktiv varelse skapad av författaren H. P. Lovecraft och som först förekom i hans novel "The Call of Cthulhu" först publicerad 1928. Men bläckfisken kan också avbildas som en trevlig, eller i varje fall ofarlig figur, främst i tecknade filmer som i Hanna-Barberas Squiddly Diddly. 
Under 1900-talet användes bläckfisken ofta inom propaganda som symbol för en mäktig politisk motståndare och har bland annat symboliserat kapitalism, kommunism, kolonialism, imperialism, sionism och nazism.

### Bläckfiskar som mat
I bland annat Östasien och Medelhavet har bläckfisk en lång tradition som människoföda. När den friteras kallas den på många språk efter det italienska ordet för bläckfiskar – calamari. Detta inkluderar grekiskans καλαμάρι (kalamári) och spanskans calamares. För människan är bläckfiskfiske en ännu delvis outnyttjad havsfiskeresurs.